# Isaac Deutscher
Isaac Deutscher (Chrzanów, Polònia, 3 d'abril de 1907 - Roma, 19 d'agost de 1967) va ser un escriptor, periodista i activista polític marxista polonès que es va traslladar al Regne Unit en esclatar la Segona Guerra Mundial. És molt conegut com a biògraf de Lev Trotski i Ióssif Stalin i com a comentarista dels afers soviètics. La seva biografia de tres volums de Trotski, en particular, va tenir una gran influència en la nova esquerra britànica.

## Biografia

### Els primers anys
Deutscher va néixer a Chrzanów, una ciutat de la regió de Galitsia a Polònia, que llavors feia part de l'Imperi Austrohongarès, en una família de jueus practicants. Va estudiar amb un rabí hasídic i va ser reconegut com un prodigi en l'estudi de la Torà i el Talmud. En el moment de la seva bar mitsvà, però, havia perdut la fe. Va «provar Déu» menjant menjar no caixer a la tomba d'un tzadik (persona santa) en el Iom Kippur. Com que no va passar res, es va convertir en ateu. Deutscher es va sentir interessat primer per la poesia i va començar a publicar poemes en publicacions literàries poloneses a 16 anys. Els seus versos, en ídix i polonès, van tractar sobre el misticisme, la història i la mitologia jueva i polonesa, i va intentar salvar la bretxa entre la cultura polonesa i l'ídix. També va traduir poesia d'hebreu, llatí, alemany i ídix al polonès. Va estudiar literatura, història i filosofia a la Universitat Jagellònica de Cracòvia. A 18 anys va deixar Cracòvia per Varsòvia, on va estudiar filosofia i economia i es va convertir en un marxista. Als voltants de 1927, es va unir a l'il·legal Partit Comunista de Polònia (KPP) i es va convertir en el redactor de la premsa clandestina del partit. El 1931, va recórrer la Unió Soviètica, veient les condicions econòmiques del primer pla quinquennal. La Universitat de Moscou i la Universitat de Minsk li van oferir llocs com a professor de la història del socialisme i de la teoria marxista. Va rebutjar aquestes ofertes i va tornar a la seva obra clandestina a Polònia. Al seu retorn, Deutscher va cofundar el primer grup antiestalinista del Partit Comunista Polonès, qüestionant la línia oficial del partit que deia que el nazisme i la socialdemocràcia «no eren antípodes sinó bessons». Això contradeia la línia comunista oficial, que va veure els socialdemòcrates com a «social feixistes», els enemics més grans del partit comunista. Deutscher va publicar un article anomenat «El perill de la barbàrie a Europa», en el qual va instar la formació d'un front socialista-comunista unit davant el nazisme. Deutscher va ser expulsat del partit el 1932 per «exagerar el perill del nazisme i … estendre el pànic a les files comunistes».

### Pas a la Gran Bretanya i activitat periodística (1939–47)
L'abril de 1939, Deutscher va deixar Polònia per anar a Londres com a corresponsal d'un periòdic jueu polonès pel qual havia treballat com a lector de proves durant catorze anys. Aquest moviment li va salvar la vida i va obrir el camí per a la seva futura carrera. Mai va tornar a Polònia i mai no va tornar veure ningú de la seva família. Es va convertir en un ciutadà britànic el 1949, fent el seu jurament de fidelitat el 12 de maig de 1949. A Londres, Deutscher va treballar com a corresponsal del diari polonès i es va unir a la Revolutionary Socialist League. Quan Alemanya va ocupar Polònia el setembre de 1939, i el seu lligam amb el diari polonès va desaparèixer, va ensenyar anglès i va començar a escriure per a revistes angleses. Aviat va ser un corresponsal habitual del setmanari The Economist. El 1940, es va unir a l'exèrcit polonès a Escòcia, però va ser internat com un perillós subversiu. Alliberat el 1942, es va incorporar a la plantilla de The Economist i es va convertir en el seu expert en assumptes soviètics i militars i en un dels seus corresponsals europeus. També va escriure per a The Observer com a corresponsal europeu itinerant sota el pseudònim «Peregrine». Va deixar el periodisme el 1946-1947 per escriure llibres. El nom de Deutscher (amb l'avís «Sympathizer only») va aparèixer a la llista d'Orwell, una llista de persones (molts escriptors i periodistes) que George Orwell va elaborar el març de 1949 per a l'Information Research Department (IRD), una unitat de propaganda creada al Foreign Office pel govern laborista. Orwell considerava que la gent catalogada tenia inclinacions procomunistes i que, per tant, no era adequada per col·laborar amb el IRD.

### Biògraf i acadèmic (1948-1967)
Deutscher va publicar la seva primera obra important, Stalin, una biografia política el 1949. Deutscher era encara un militant trotskista compromès, però en el llibre, Deutscher descriu Stalin com a compromès en la construcció d'una forma de socialisme a la Unió Soviètica, fins i tot encara que fos, en opinió de Deutscher, una perversió de la visió de Marx, Lenin i Trotski. La biografia de Stalin va convertir Deutscher en una autoritat en els assumptes soviètics i la Revolució Russa. Va continuar amb el seu treball més ambiciós, una biografia en tres volums de Trotski: El profeta armat (1954), El profeta desarmat (1959) i El profeta desterrat (1963). Aquests llibres es basaven en una investigació detallada en els Arxius de Trotski a la Universitat Harvard. Gran part del material inclòs en el tercer volum era inèdit, ja que la vídua de Trotski, Natalia Sedova, li va donar accés a la secció fins aleshores closa dels Arxius. El primer ministre britànic, Tony Blair, va declarar el 2006 que la trilogia «em va fer una impressió molt profunda i em va captivar cap a la biografia política per a la resta de la meva vida». Deutscher va planejar concloure la seva sèrie amb un estudi de Lenin, però l'obra va romandre incompleta en el moment de la seva mort, en part a causa que se li negà, per motius polítics, un lloc a la universitat. Com es va revelar més tard, quan se li va demanar que avalués les credencials acadèmiques de Deutscher, Isaiah Berlin argumentà en contra, a causa de la militància procomunista del candidat.
Als anys seixanta, l'augment del sentiment d'esquerra que va acompanyar la guerra del Vietnam va convertir Deutscher en una figura popular als campus universitaris de Gran Bretanya i els Estats Units. El seu trotskisme havia esdevingut llavors una forma d'humanisme marxista, encara que mai no va renunciar a Trotsky. El 1965 va participar en el primer congrés obert sobre Vietnam a la Universitat de Califòrnia, a Berkeley, on milers d'estudiants van escoltar la seva acusació contra la Guerra Freda. Va ser professor de la càtedra George Macaulay Trevelyan a la Universitat de Cambridge en el període 1966-67, i també va impartir classes durant sis setmanes a la Universitat Estatal de Nova York. A la primavera de 1967, va impartir conferències a la Universitat de Nova York, Princeton, Harvard i Columbia. Les conferències a la càtedra George Macaulay Trevelyan, sota el títol "The Unfinished Revolution", es van publicar després de la seva sobtada i inesperada mort a Roma el 1967, on hi havia anat per participar en una emissió de televisió italiana sobre la caiguda de Trotsky. Cada any es concedeix un premi commemoratiu a la seva memòria, anomenat "Deutscher Memorial Prize", a un llibre "que exemplifica el millor i més innovador treball sobre la tradició marxista".

## Obres
- Stalin: a Political Biography (1949); edició ampliada el 1961.
- Soviet Trade Unions (1950)
- Russia After Stalin (1953)
- Russia, What Next? (1953)
- The Prophet Armed: Trotsky, 1879–1921 (1954)
- Heretics and renegades: and other essays (1955)
- Russia in transition, and other essays (1957)
- The Prophet Unarmed: Trotsky, 1921–1929 (1959)
- Great contest: Russia and the West (1960)
- The Prophet Outcast: Trotsky, 1929–1940 (1963)
- Isaac Deutscher on the Israeli-Arab War: an interview with the late Isaac Deutscher (1967)
- The Unfinished Revolution: Russia 1917–1967 (G. M. Trevelyan lectures) (1967)
- Non-Jewish Jew and other essays (London: OUP, 1968)
- An Open Letter to Władysław Gomułka and the Central Committee of the Polish Workers Party (1968)
- Russia, China, and the West 1953–1966 (Edited by Fred Halliday) (1970)
- Marxism in our time, (Edited by Tamara Deutscher) (London: Cape, 1972)
- Marxism, Wars, and Revolutions: essays from four decades (Edited by Tamara Deutscher) (1984)